# Trichotolinum
Trichotolinum é um género botânico pertencente à família Brassicaceae.